# Epicarpo

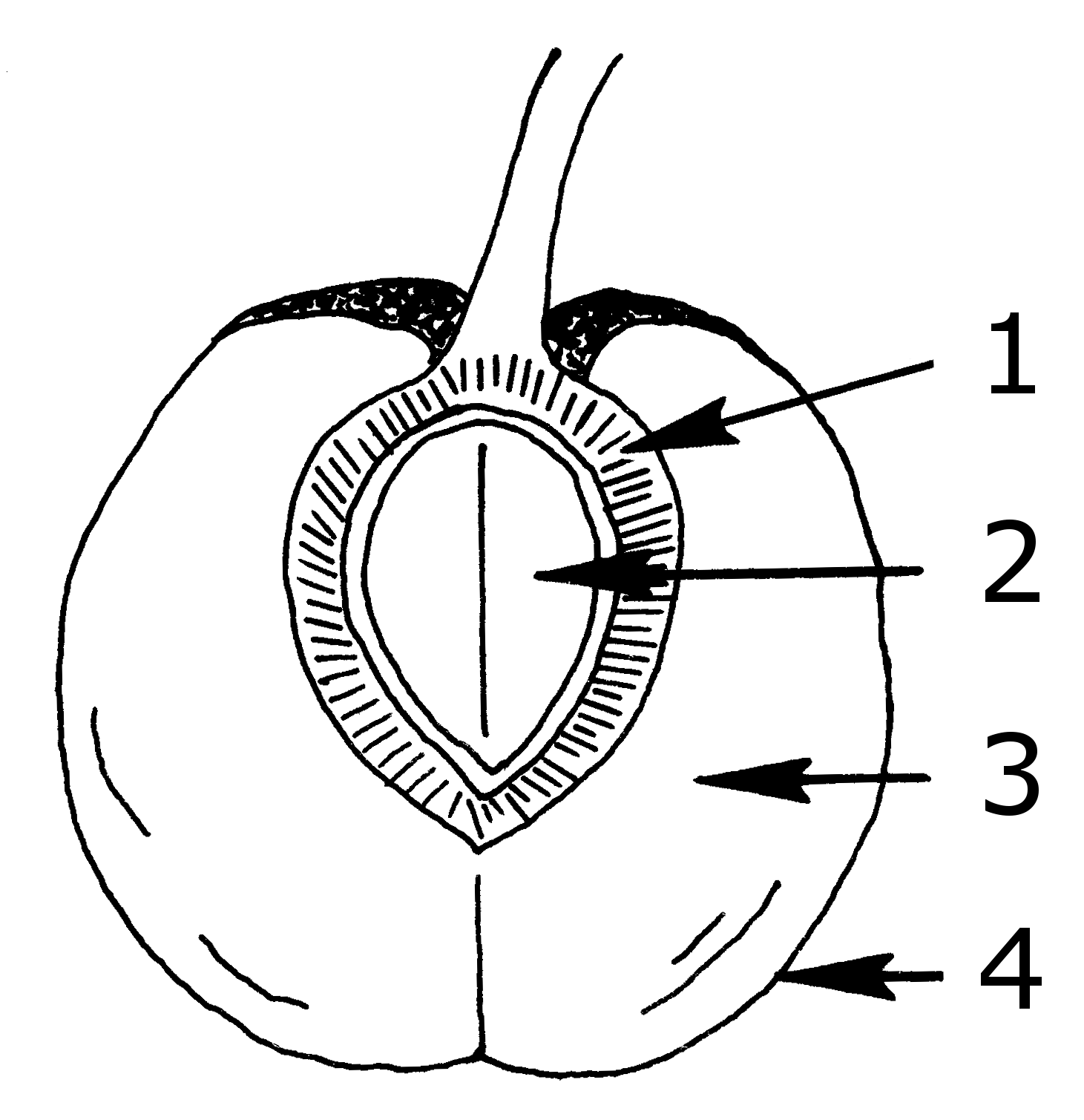
sezione di un frutto: 4 epicarpo

L'epicarpo (dal greco epi sopra e karpós frutto) costituisce la parte esterna del frutto. Deriva dalla trasformazione del tessuto dell'epidermide dell'ovario. A seconda del tipo di frutto può assumere consistenze differenti. 
In molti frutti è quello che consideriamo la buccia. Nei frutti (esperidi) del genere Citrus si presenta sottile, colorato (in questo caso prende il nome di flavedo, dal latino flavus, giallo) e contiene molte tasche lisigene (otricoli) ricche di oli essenziali.